# Hédi Slim
Pour les articles homonymes, voir Famille Slim.
Hédi Slim (arabe : الهادي سليم), né en 1935 et mort le 22 février 2019, est un historien et archéologue tunisien.

## Biographie

### Carrière académique
Chercheur associé au Centre Camille-Jullian, au sein du laboratoire de recherche mixte du Centre national de la recherche scientifique, de l'université de Provence et du ministère français de la Culture, il co-dirige plusieurs programmes de recherches, notamment les fouilles à Rougga (1971-1974), et l'étude archéologique et géo-morphologique du littoral tunisien (1987-1997).
Premier directeur du musée archéologique d'El Jem, directeur du Centre d'études de la civilisation classique et des antiquités romaines et byzantines et directeur de la division du recensement général et des études à l'Institut national du patrimoine jusqu'en 2000, il est directeur d'étude émérite, puis honoraire au sein de ce même institut.
Membres de plusieurs sociétés savantes et auteur d'un nombre important de travaux sur l'Afrique romaine, son nom est particulièrement attaché aux fouilles du site d'El Jem, dont il assure la direction jusqu'en 2000. Il dirige également la reconstruction de la villa dite d'Africa au sein du musée archéologique de ce site.

### Distinctions
- Grand officier de l'Ordre national du Mérite (Tunisie, 1999)[5].

## Principales publications
- Cécile Dulière et Hédi Slim, Corpus des mosaïques de Tunisie, vol. III : 1. Thysdrus (El Jem). Quartier Sud-Ouest, Tunis, Institut national du patrimoine, 1996, 114 p.[6].
- (en) Abdelmajid Ennabli et Hédi Slim, Carthage : A Visit to the Ruins, Tunis, Cérès Productions, 1974, 68 p.
- Maurice Euzennat et Hédi Slim, Rougga I : le forum et ses abords (fouilles 1971-1974), Tunis, Institut national du patrimoine, 2020, 500 p. (ISBN 978-1789698251).
- Roger Guéry, Cécile Morrisson et Hédi Slim, Recherches archéologiques franco-tunisiennes à Rougga, t. III : Le trésor de monnaies d'or byzantines, Rome, École française de Rome, 1982, 94 p. (ISBN 2-7283-0043-7)[7].
- Jean-Marie Lassère et Hédi Slim, Maisons de Clvpea, exemples de l'architecture domestique dans un port de l'Afrique proconsulaire : les maisons de l'école de pêche, Paris, Centre national de la recherche scientifique, 2010, 191 p. (ISBN 978-2271069832).
- Hédi Slim (dir.), Sols de l'Afrique romaine : mosaïques de Tunisie, Paris, Imprimerie nationale, 1995, 296 p. (ISBN 978-2743300562).
- Hédi Slim, El Jem : l'antique Thysdrus, Tunis, Alif, 1996, 127 p. (ISBN 978-2856204214).
- Hédi Slim, La maison d'Afrique à Thysdrus : El Jem, Tunis, Agence de mise en valeur du patrimoine et de promotion culturelle, 2002.
- Hédi Slim, Le littoral de la Tunisie : étude géoarchéologique et historique, Paris, Centre national de la recherche scientifique, 2004, 308 p. (ISBN 978-2271062604).
- Hédi Slim et Abdelmajid Ennabli, Carthage : le site archéologique, Tunis, Cérès, 1993.
- Hédi Slim et Nicolas Fauqué, La Tunisie antique : de Hannibal à saint Augustin, Paris, Mengès, 2001, 259 p. (ISBN 978-2856204214).
- Hédi Slim, Ammar Mahjoubi, Khaled Belkhodja et Abdelmajid Ennabli, Histoire générale de la Tunisie, t. I : L'Antiquité, Tunis, Société tunisienne de diffusion, 1968 (réimpr. Tunis, Sud Éditions, 2005).
- Hédi Slim et Latifa Slim, Vie et artisanat à Thysdrus : El Jem, ville d'Africa, IIe – IIIe siècles, Paris, Comité des travaux historiques et scientifiques, 1996, 88 p.
- David Soren, Aïcha Ben Abed-Ben Khedher et Hédi Slim, Carthage, splendeur et décadence d'une civilisation, Paris, Albin Michel, 1994, 336 p. (ISBN 978-2226068842).
- (ar) Collectif, تونس عبر التاريخ : العصور القديمة [« La Tunisie, à travers l'histoire »], vol. I, Tunis, Centre d'études et de recherches économiques et sociales,‎ 2005.